# Montussaint
Montussaint ist eine französische Gemeinde mit 54 Einwohnern (Stand: 1. Januar 2022) im Département Doubs in der Region Bourgogne-Franche-Comté.

## Geographie
Montussaint liegt auf 282 m, elf Kilometer nordwestlich von Baume-les-Dames und etwa 30 Kilometer nordöstlich der Stadt Besançon (Luftlinie). Das Dorf erstreckt sich auf einem Plateau, das sanft gegen Westen zum Tal des Ognon geneigt ist, in der gewellten Landschaft im äußersten Nordwesten des Département Doubs am Westfuß der Höhe des Bois du Chanoi.
Die Fläche des 3,04 km² großen Gemeindegebiets umfasst einen Abschnitt der hügeligen Landschaft zwischen den Flusstälern von Doubs und Ognon. Der westliche Teil des Gebietes wird von einem Plateau eingenommen, das durchschnittlich auf 280 m liegt. Es ist teils von Acker- und Wiesland bestanden, zeigt aber auch größere Waldflächen, nämlich den Bois de la Buhière im Nordwesten. Nach Osten erstreckt sich das Gemeindeareal über einen dicht bewaldeten Hang bis auf die Höhe des Bois du Chanoi, auf der mit 399 m die höchste Erhebung von Montussaint erreicht wird.
Nachbargemeinden von Montussaint sind Montbozon im Norden, Mondon, Puessans und Rognon im Osten, Tallans im Süden sowie Avilley im Westen.

## Geschichte
Im Mittelalter gehörte Montussaint zum Herrschaftsgebiet von Montbozon. Zusammen mit der Franche-Comté gelangte das Dorf mit dem Frieden von Nimwegen 1678 definitiv an Frankreich.

## Sehenswürdigkeiten
Die einschiffige Kirche de la Nativité de Saint-Jean-Baptiste wurde 1684 erbaut. Vor der Kirche stehen drei Steinkreuze. Im Ortskern befindet sich ein Brunnen aus dem 18. Jahrhundert.

## Bevölkerung
| Jahr                       | 1962 | 1968 | 1975 | 1982 | 1990 | 1999 | 2004 | 2016 |
| Einwohner                  | 74   | 92   | 67   | 65   | 58   | 55   | 57   | 59   |
| Quellen: Cassini und INSEE |      |      |      |      |      |      |      |      |

Mit 54 Einwohnern (Stand 1. Januar 2022) gehört Montussaint zu den kleinsten Gemeinden des Départements Doubs. Nachdem die Einwohnerzahl in der ersten Hälfte des 20. Jahrhunderts deutlich abgenommen hatte (1896 wurden noch 146 Personen gezählt), wurden seit Mitte der 1970er Jahre nur noch geringe Schwankungen verzeichnet.

## Wirtschaft und Infrastruktur
Montussaint war bis weit ins 20. Jahrhundert hinein ein vorwiegend durch die Landwirtschaft (Ackerbau, Obstbau und Viehzucht) und die Forstwirtschaft geprägtes Dorf. Noch heute leben die Bewohner zur Hauptsache von der Tätigkeit im ersten Sektor. Außerhalb des primären Sektors gibt es nur wenige Arbeitsplätze im Dorf. Einige Erwerbstätige sind auch Wegpendler, die in den umliegenden größeren Ortschaften ihrer Arbeit nachgehen.
Die Ortschaft liegt abseits der größeren Durchgangsstraßen an einer Departementsstraße, die von Besançon nach Rougemont führt. Der nächste Anschluss an die Autobahn A36 befindet sich in einer Entfernung von ungefähr 16 Kilometern. Weitere Straßenverbindungen bestehen mit Montbozon und Tallans.